# Кижуч
Кижуч або Лосось срібний (Oncorhynchus kisutch) — крупна риба з родини лососевих з роду тихоокеанських лососів.

## Опис
У довжину кижуч може досягати 1 метра і важити від 6-7 до 14-15 кг. Від інших видів лосося кижуч відрізняється не тільки своєю красивою лускою, а й невеликими темними цятками на боках і на спині. Готуючись до шлюбного періоду, кижуч втрачає плями і смуги, стаючи темно-малиновим або буро-червоним. Срібним лососем його звуть американці і японці за переливчасто-сріблястий колір луски. На Русі кижуч в давнину називали «білою рибою».

## Поширення
Мешкає кижуч в Тихому океані, в прибережних водах далекосхідного регіону, багато його в річках Камчатки. Зустрічається на східному Сахаліні і в річках Північної Америки, наприклад, в річці Сакраменто. На Камчатці кижуча поділяють за термінами нересту на літнього, осіннього і зимового. Так, літній кижуч нереститься у вересні-жовтні; осінній — у листопаді-грудні; зимовий — у грудні-лютому.

## Розмноження
Розмножується в річках. В озерах не нереститься. Нереститься восени і зимою. Одна самка викидає від двох до семи тисяч ікринок. Через 90-100 днів з них з'являються мальки. Але статевозрілими особинами молодь стає тільки на 3-му — 4-му роках життя. У прісних водах, як помітили вчені, частина самців дозріває швидше.

## Спосіб життя
Перші роки свого життя кижуч проводить у річці, ховаючись в старицях під корчами або в глибоких тихих ямах. Дорослий кижуч у прісній воді теж облаштовується, як і молодняк, у тихих місцях. На 3-й — 4-й рік кижуч іде в море і там набуває свого вираженого сріблястого забарвлення.
Харчується кижуч комахами, їхніми личинками, ручейниками, ікрою і мальками риб, наприклад, горбуші. У морі кижуч, не заходячи в річки, живе півтора року.

## Промислове значення
Кижуч належить до цінних промислових риб, але, за твердженням фахівців, чисельність його сильно скоротилася.
У кижуча червоне смачне м'ясо, яке містить до 9 % цінного жиру, вітаміни В1, В2, мікроелементи — калій, кальцій, цинк, магній, натрій, хлор, залізо, фосфор, молібден, нікель, фтор, хром. Відтак, кижуч — не тільки смачна, а й корисна риба — практично всім, особливо вагітним жінкам, дітям, підліткам і літнім людям.
Використовують кижуч для приготування консервів, його солять, коптять, варять, смажать, запікають.